# Geopark Vestjylland
Geopark Vestjylland er et naturområde omfattende den nordlige del af Vestjylland og den tilstødende del af Nordsøen. Parken omfatter en række landskabstyper på begge sider af Hovedopholdslinjen, Danmarks vigtigste israndslinje, landskabstyper som kan fortælle en meget stor del af historien om det danske landskabs tilblivelse, både under og efter sidste istid. I geoparken kan også studeres en række forskellige geologiske aflejringer, bl.a. danienkalk, brunkul og glimmersand, foruden lag fra tre istider og to mellemistider.

## Historie
Inspireret af udviklingen af Geopark Odsherred gik lokale vestjyske ildsjæle i 2011 i gang med etablering af Geopark Vestjylland. Med støtte fra Lemvig, Struer og Holstebro kommuner, foruden lokale foreninger og institutioner, afholdtes i november 2012 en konference, bl.a. med indbudte repræsentanter fra udenlandske geoparker. I oktober 2016 indsendtes til UNESCO en ansøgning med beskrivelse af 48 steder af stor geologisk værdi, samt 48 andre steder af stor kulturhistorisk og naturmæssig værdi. I januar 2018 anerkendte UNESCO, at området har international geologisk betydning, og 15. april 2021 blev Geopark Vestjylland godkendt som Danmarks anden UNESCO Global Geopark, efter man fra geoparkens side havde gennemført og dokumenteret indsatser inden for organisation, formidling, undervisning og partnerskab.